# Ghiacciaio Odell
Il ghiacciaio Odell è un ghiacciaio lungo circa 15 km situato nella regione centrale della Terra di Oates, in Antartide. Il ghiacciaio, il cui punto più alto si trova a circa 2000 m s.l.m., si trova in particolare tra i colli Allan, a nord, e i colli Coombs, a sud, dove gli si unisce il ghiacciaio Irving e dove fluisce verso nord-est scorrendo tra queste due formazioni fino a entrare in una distesa ghiacciata che alimenta poi parte del ghiacciaio Mawson.

## Storia
Il ghiacciaio Odell è stato mappato dai membri della spedizione Terra Nova, condotta dal 1910 al 1913 e comandata dal capitano Robert Falcon Scott, ma è stato così battezzato solo in seguito dai membri della squadra neozelandese della spedizione Fuchs-Hillary, condotta dal 1956 al 1958, che esplorarono l'area del ghiacciaio nel 1957, in onore di N. E. Odell, che ai tempi era un professore di geologia dell'università neozelandese di Otago.